# Walter Richard Sickert
Walter Richard Sickert  (31 de maio de 1860 - 22 de janeiro de 1942) foi um pintor e gravador britânico nascido na Baviera que foi membro do Grupo de artistas pós-impressionistas de Camden Town na Londres do início do século XX. Ele foi uma influência importante nos estilos distintamente britânicos de arte de vanguarda em meados e no final do século XX.
Sickert era um cosmopolita e excêntrico que muitas vezes preferia pessoas comuns e cenas urbanas como temas. Seu trabalho inclui retratos de personalidades conhecidas e imagens derivadas de fotografias de imprensa. É considerado uma figura proeminente na transição do Impressionismo para o Modernismo. Décadas após sua morte, vários pesquisadores e teóricos suspeitaram que Sickert fosse o serial killer londrino Jack, o Estripador, mas a teoria foi amplamente rejeitada.

## Documentos pessoais
Os documentos pessoais de Walter Sickert estão guardados no Islington Local History Center. Documentos adicionais são mantidos em vários outros arquivos, particularmente no Tate Gallery Archive. A Walker Art Gallery possui a maior coleção de seus desenhos, um total de 348.

## Retrospectivas
Em 2021-2022, uma exposição retrospectiva Sickert: A Life in Art na Walker Art Gallery, Liverpool, exibiu cerca de 100 pinturas e 200 desenhos de Sickert, afirmando ser a maior retrospectiva do trabalho do artista realizada no Reino Unido por mais de 30 anos. O crítico de arte Jonathan Jones observou: “Este homem desconcertante que nasceu em Munique em 1860, emigrou para a Grã-Bretanha quando criança e se tornou um dos nossos maiores e mais estranhos artistas, emerge nesta excelente exposição ainda mais estranho do que eu pensava. Nessa maneira perturbadora de ver reside a sua modernidade."
De 28 de abril a 18 de setembro de 2022, a Tate Britain organizou a primeira grande retrospectiva de Sickert na Tate em mais de 60 anos, apresentando mais de 150 de suas obras de mais de 70 coleções públicas e privadas, e afirmando ser a retrospectiva mais extensa em quase 30 anos. A exposição foi organizada em colaboração com o Petit Palais, Paris, onde deverá ser exibida entre o final de 2022 e 2023. Jonathan Jones observou: “Esta exposição infernalmente brilhante leva você a um lugar além da simples verdade moral ou política. Seja lá o que Sickert tenha sido, ele foi o único artista britânico de seu tempo que pode ser tão poderoso quanto Munch, Van Gogh ou Otto Dix."